# فهرست سرزمین‌های غیرخودگردان سازمان ملل متحد
فهرست سرزمین‌های غیر خودگردان سازمان ملل متحد دربرگیرندهٔ ممالکی است که مجمع عمومی سازمان ملل متحد می‌پندارد که خودمختار (خودگردان) نیستند و باید در روند استعمارزدایی قرار بگیرند. فصل ۱۱ منشور ملل متحد دربردارندهٔ اعلامیهٔ سرزمین‌های غیر خودگردان است که بیان می‌دارد منافع باشندگان سرزمین‌های وابسته در اولویت است و بایسته است که اعضای سازمان ملل گزارش پیشرفت آن سرزمین‌ها را سالانه به تأیید برسانند. از سال ۱۹۴۶ مجمع عمومی فهرست سرزمین‌های غیر خودگردان تحت کنترل اعضا را نگهداری می‌کند. از آغاز تا کنون ده‌ها سرزمین از این فهرست خارج شده و استقلال یا خودگردانی خود را به‌دست آورده‌اند.

## فهرست کنونی

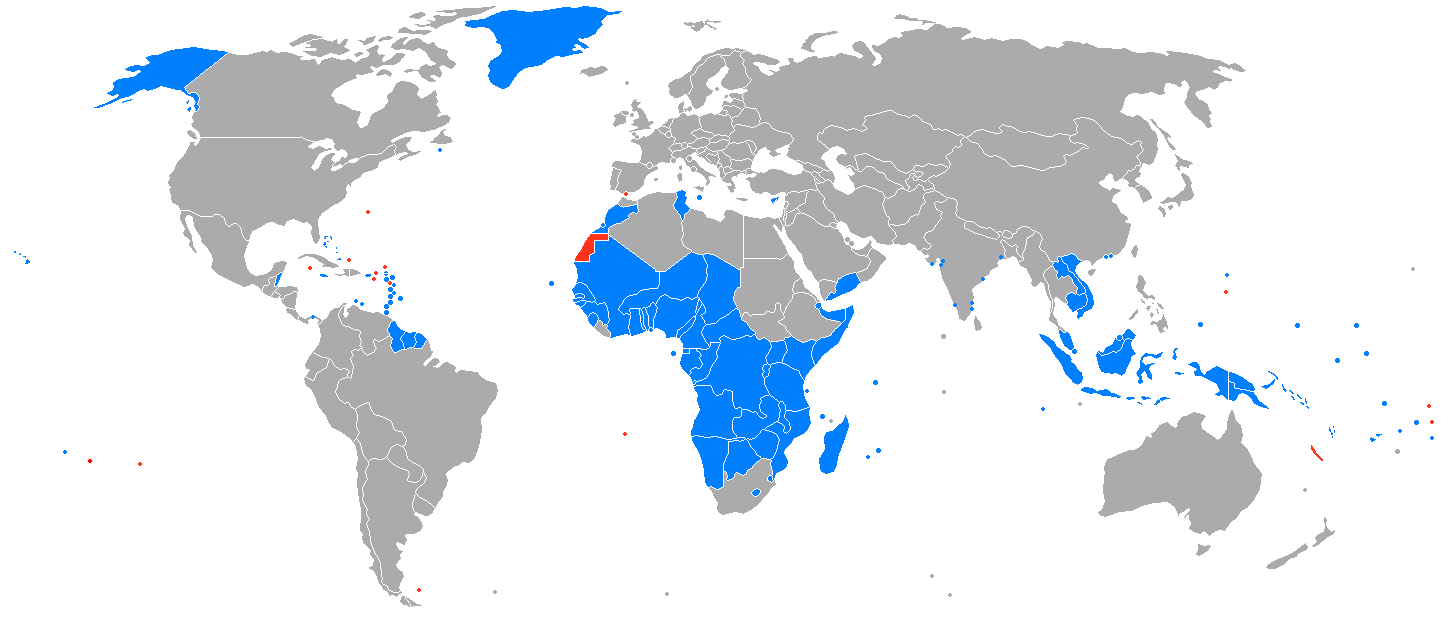
فهرست کنونی
فهرست پیشین

| قاره          | نام                       | کشور اداره کننده    | وضعیت حقوق داخلی                   | دیگر مدعیان                       | جمعیت  | مساحت               | رفراندوم ها |
| ------------- | ------------------------- | ------------------- | ---------------------------------- | --------------------------------- | ------ | ------------------- | --- |
| آفریقا        | صحرای غربی                | اسپانیا (سابقاً)     | مورد اختلاف                        | مراکش/ جمهوری دموکراتیک عربی صحرا | ۶۱۹۰۶۰ | ۲۶۶۰۰۰ کیلومتر مربع | هیچ رفراندوم رسمی برگزار نشده ولی کوششهایی بوده است |
| آفریقا        | سینت هلینا                | بریتانیا            | سرزمین‌های فرادریایی                | ندارد                             | ۵۳۹۶   | ۳۱۰ کیلومتر مربع    | هیچ رفراندوم رسمی برگزار نشده است |
| اروپا         | جبل طارق                  | بریتانیا            | مورد اختلاف                        | اسپانیا                           | ۲۹۷۵۲  | ۶ کیلومتر مربع      | رفراندومهایی در سالهای ۱۹۶۷ و ۲۰۰۲ برگزار شده است |
| آمریکای شمالی | آنگویلا                   | بریتانیا            | سرزمین‌های فرادریایی                | ندارد                             | ۱۴۱۰۸  | ۹۶ کیلومتر مربع     | هیچ رفراندوم رسمی برگزار نشده است |
| آمریکای شمالی | برمودا                    | بریتانیا            | سرزمین‌های فرادریایی                | ندارد                             | ۶۲۰۰۰  | ۵۷ کیلومتر مربع     | در سال ۱۹۹۵ رفراندم استقلال برگزار شد. ۷۴٪ مخالفت کردند |
| آمریکای شمالی | جزایر ویرجین انگلستان     | بریتانیا            | سرزمین‌های فرادریایی                | ندارد                             | ۲۸۱۰۳  | ۱۵۳ کیلومتر مربع    | هیچ رفراندوم رسمی برگزار نشده است |
| آمریکای شمالی | جزایر کیمن                | بریتانیا            | سرزمین‌های فرادریایی                | ندارد                             | ۵۵۰۰۰  | ۲۶۴ کیلومتر مربع    | هیچ رفراندوم رسمی برگزار نشده است |
| آمریکای شمالی | مونتسرات                  | بریتانیا            | سرزمین‌های فرادریایی                | ندارد                             | ۵۰۰۰   | ۱۰۳ کیلومتر مربع    | هیچ رفراندوم رسمی برگزار نشده است |
| آمریکای شمالی | جزایر تورکس و کایکوس      | بریتانیا            | سرزمین‌های فرادریایی                | ندارد                             | ۳۱۴۵۸  | ۹۴۸ کیلومتر مربع    | هیچ رفراندوم رسمی برگزار نشده است |
| آمریکای شمالی | جزایر ویرجین ایالات متحده | ایالات متحده آمریکا | قلمروهای ایالات متحده آمریکا       | ندارد                             | ۱۰۶۴۰۵ | ۳۵۲ کیلومتر مربع    | در سال ۱۹۹۳ رفراندوم جزایر ویرجین ایالات متحده برگزار شد. وضع موجود به طور گسترده ای در بین رای دهندگان ارجحیت داشت اما نتیجه به دلیل مشارکت پایین بی اعتبار بود.               |
| اقیانوسیه     | پلی‌نزی فرانسه             | فرانسه              | کشور فرادریایی                     | ندارد                             | ۲۷۱۰۰۰ | ۴۰۰۰ کیلومتر مربع   | هیچ رفراندوم رسمی برگزار نشده است |
| اقیانوسیه     | کالدونیای جدید            | فرانسه              | ملحقات سویی جنرس                   | ندارد                             | ۲۵۲۰۰۰ | ۱۸۵۷۵ کیلومتر مربع  | رفراندوم هایی در سالهای ۱۹۸۷ و ۲۰۱۸ برگزار شد که در هردو استقلال مورد قبول واقع نشد اما در رفراندم ۲۰۱۸ نتایج نزدیک بود و قرار است در ۶ سپتامبر ۲۰۲۰ رفراندوم دیگری برگزار شود. |
| اقیانوسیه     | توکلائو                   | نیوزیلند            | قلمرو نیوزیلند                     | ندارد                             | ۱۴۱۱   | ۱۲ کیلومتر مربع     | دو رفراندوم خودمختاری در سالای ۲۰۰۶ و ۲۰۰۷ برگزار شد اما هردو در رسیدن به حدنصاب دوسوم رای دهندگان ناکام بود.                                                                   |
| اقیانوسیه     | جزایر پیت‌کرن              | بریتانیا            | سرزمین‌های فرادریایی                | ندارد                             | ۵۰     | ۳۶ کیلومتر مربع     | هیچ رفراندوم رسمی برگزار نشده است |
| اقیانوسیه     | ساموای آمریکا             | ایالات متحده آمریکا | قلمرو بدون مشارکت غیر سازمان یافته | ندارد                             | ۵۵۵۱۹  | ۲۰۰ کیلومتر مربع    | هیچ رفراندوم رسمی برگزار نشده است |
| اقیانوسیه     | گوآم                      | ایالات متحده آمریکا | قلمرو بدون مشارکت سازمان یافته     | ندارد                             | ۱۵۹۳۵۸ | ۵۴۰ کیلومتر مربع    | سه رفراندوم برگزار شده است: یکی در ۱۹۷۶ و دو تا در ۱۹۸۲ یکی در ژانویه و دیگری در سپتامبر و همه با حمایت از وضعیت مشترک‌المنافع.                                                  |
| آمریکای جنوبی | جزایر فالکلند             | بریتانیا            | مورد اختلاف                        | آرژانتین                          | ۲۵۰۰   | ۱۲۱۷۳ کیلومتر مربع  | دو رفراندوم در سالهای ۱۹۸۶ و ۲۰۱۳ برگزار شد و در هردو بر ادامه حاکمیت بریتانیا بر این جزایر رای داده شد.                                                                        |